# جيمي بليك
جيمي بليك (بالإنجليزية: Jamie Blake)‏ هي مغنية مؤلفة أمريكية، ولدت في 1975.

## وصلات خارجية
- جيمي بليك على موقع IMDb (الإنجليزية)
- جيمي بليك على موقع ميوزك برينز (الإنجليزية)
- جيمي بليك على موقع قاعدة بيانات الفيلم (الإنجليزية)